# Dimítrios Ypsilántis
Dimítrios Ypsilántis (1793-1832, en grec moderne : Δημήτριος Υψηλάντης), deuxième fils de Constantin Ypsilántis et frère d’Alexandre Ypsilántis, fut un militaire et homme d'État grec au service de la Russie, puis de l’indépendance grecque et un homme politique du jeune État grec indépendant.

## Formation militaire
Il commença sa carrière militaire au service des armées du Tsar en 1814, en tant que capitaine à l'état-major.

## La guerre d'indépendance grecque

### Arrivée en Grèce
Dès le début de l'insurrection, Ypsilántis quitta la Russie pour la Grèce. À Trieste, il rencontra le Français Baleste, vétéran des armées napoléoniennes. Baleste avait vécu en Crète. Il connaissait donc la langue et les usages grecs. Ypsilántis l'engagea pour encadrer la future armée régulière grecque. De Trieste, Ypsilántis, dissimulé sous le pseudonyme d'Athanasios Sostopopoulos, se rendit à Kalamata dans le Péloponnèse à bord d'un navire croate battant pavillon russe. Il y déposa Baleste et continua vers Monemvasia, ou Hydra où il débarqua le 8 juin (julien),.
Le 12 juin (julien), il publia une proclamation en tant que Commandant en chef du Péloponnèse et des autres régions. Il affirmait avoir été nommé à ce poste par le chef de la Filikí Etería (son frère Alexandre). Il disposait d'une lettre de celui-ci, écrite juste avant sa capture par les Autrichiens, le nommant « Plénipotentiaire du Comité Général du Conseil de l'Hétairie » auprès des insurgés grecs. La lettre sous-entendait aussi que la Russie soutenait le mouvement. Il apportait aussi, argument de poids, entre 200 000 et 300 000 piastres. La proclamation demandait aux Grecs des recrues, des fonds et le maintien opérationnel de la flotte de guerre,.

### Siège de Tripolizza

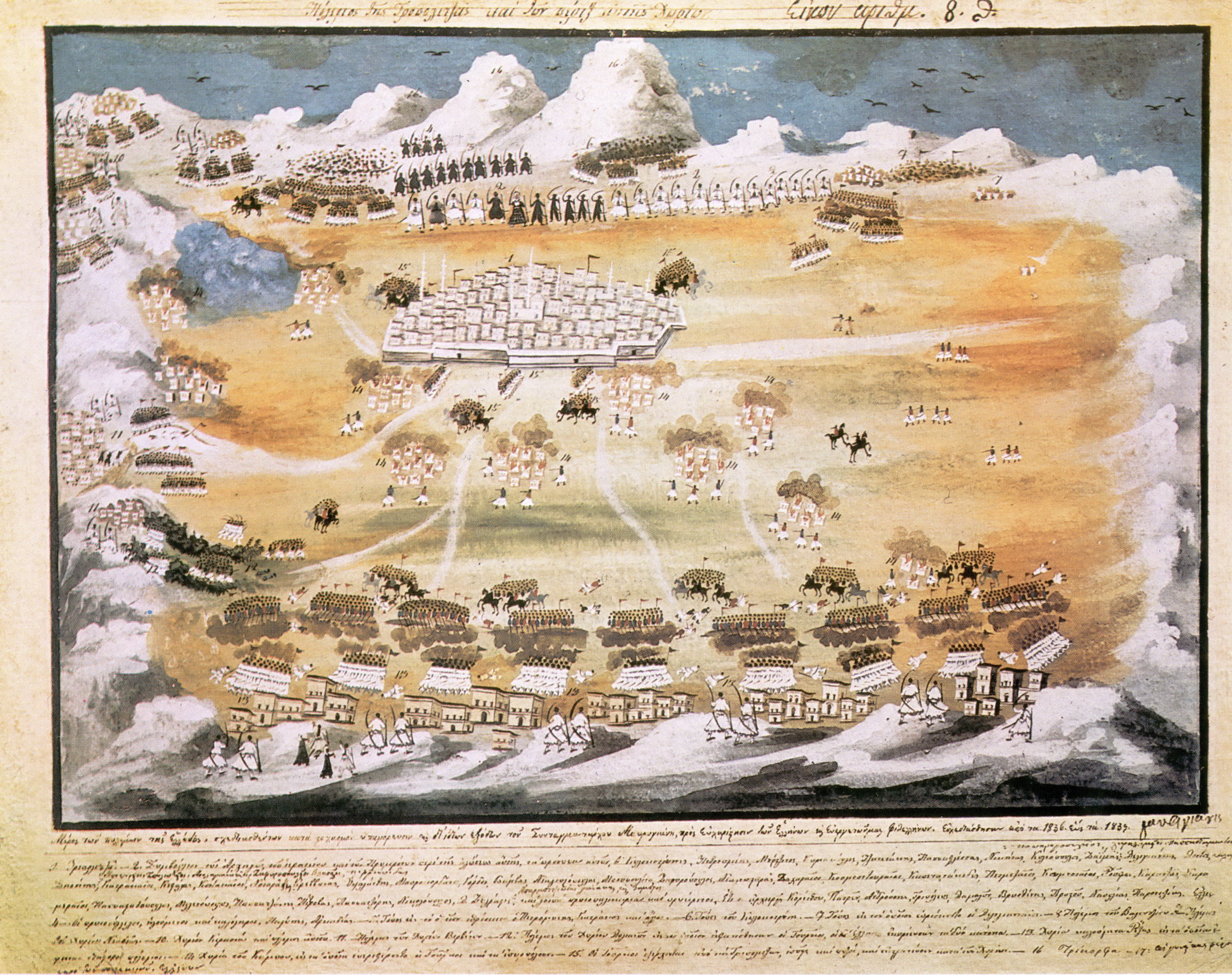
Le siège de Tripolizza. Gravure de Panagiotis Zografos pour les Mémoires de Yánnis Makriyánnis.

De Monemvasia ou Hydra, Ypsilántis rejoignit le siège de Tripolizza. Il espérait prendre facilement la tête du mouvement insurrectionnel. Son arrivée divisa les Grecs. Une partie le soutint, malgré la désastreuse défaite subie par son frère dans les provinces danubiennes. Une deuxième partie resta fidèle à Theódoros Kolokotrónis, qui commandait le siège. Une troisième partie était constituée de l'ancienne classe dominante grecque (clergé et propriétaires terriens) qui avaient acquis leur fortune et leur pouvoir au service de l'occupant ottoman. Ces chefs «civils», ou primats, (proésti ou prókriti en grec et kojabashi en turc) n'avaient apporté leur soutien à l'insurrection nationale que parce qu'ils désiraient remplacer l'autorité ottomane par la leur. Ils virent alors dans l'arrivée d'Ypsilantis un moyen de diminuer l'aura de Kolokotrónis et des «militaires». Les futures guerres civiles entre insurgés grecs étaient donc déjà en germe lors de ce siège.

Dès son arrivée, Ypsilántis suggéra de remplacer la Gérousia du Péloponnèse par un gouvernement dont il serait le chef. Il demandait aussi à être nommé Commandant en Chef des forces armées grecques. Il déclencha alors la colère et des «civils» et des «militaires», créant une alliance de fait entre les primats et Kolokotrónis. Cette entente (temporaire) évita alors la guerre civile et le massacre des primats par les hommes de Kolokotrónis.

Un compromis fut finalement trouvé. Le 1er juillet (julien), la Gérousia du Péloponnèse, réuni à Trikorpha nomma Ypsilántis à sa tête. Ce rôle faisait aussi de lui, comme pour d'autres chefs d'État, le Commandant en Chef des forces armées grecques. Kolokotrónis conservait le commandement réel,.
En pleines négociations pour la reddition de la ville, Dimitrios Ypsilantis quitta le siège, avec la majorité des philhellènes, l'intégralité de son embryon d'armée régulière et les plus gros canons. Kolokotrónis lui aurait suggéré d'aller empêcher un potentiel débarquement turc sur la côte nord du Péloponnèse où la flotte ottomane avait commencé à se montrer. Kolokotrónis lui avait adjoint son propre fils, Pános. Il semblerait que Kolokotrónis ait ainsi trouvé le moyen d'éloigner son rival Ypsilantis et d'être sûr, avec l'aide de son fils, qu'il resterait loin. De même, il semblerait qu'Ypsilantis ait sauté sur ce prétexte pour s'éloigner de la ville et ne pas partager la responsabilité des événements qui se profilaient. En effet, fin juillet, quand la citadelle de Navarin avait été prise, un accord avait été conclu mais n'avait pas été respecté par les Grecs qui avaient malgré tout tué l'intégralité de la garnison. Ypsilantis ne souhaitait pas exposer les troupes régulières qu'il avait eu tant de difficultés à créer et à discipliner, à un «mauvais exemple» de pillage sans respect des ordres et des accords.

### Effacement
Son influence diminua après la prise de Tripolizza qui avait renforcé ses adversaires, notamment Kolokotronis. Il était d'autre part opposé au « parti » des notables, dirigés par l'évêque Germanos de Patras, et aux libéraux de l'entourage de Mavrokordatos. Ses finances étant épuisées, il lui était difficile de subvenir aux besoins de l'embryon d'armée régulière qu'il avait mise sur pied. Afin de réassoir son autorité, il convoqua le 18 octobre une assemblée nationale, prévue au départ à Tripolizza mais finalement déplacée à Argos puis Épidaure.
Sa réputation fut encore mise à mal à la suite de l'échec, sous son commandement, d'un assaut contre Nauplie en décembre 1821.

### Rôle politique
Le 20 décembre (julien) 1821 (1er janvier 1822 grégorien), cinquante-neuf représentants des diverses régions engagées dans la lutte contre l'occupation ottomane se réunirent dans Assemblée nationale d'Épidaure.
 Les Grecs étaient alors divisés en deux partis : celui des «politiques» et celui des «capitaines». Le parti des politiques était dirigé par Aléxandros Mavrokordátos et était plutôt libéral, défendant le concept de la souveraineté nationale, à l'occidentale. Le parti des capitaines était en théorie dirigé par Dimítrios Ypsilántis, soutenu en façade par Kolokotronis. Sous l'influence d'Ypsilántis, très lié, comme son frère Alexandre au modèle autocratique russe, le parti des capitaines penchait pour la mise en place d'un pouvoir autoritaire, voire dictatorial le temps du conflit. Mais le parti des capitaines était divisé en nombreux courants, correspondant aux différents chefs de guerre que réunissait surtout leur opposition aux « politiques ». L'assemblée d'Épidaure fut dominée par ces derniers, les représentants ne comprenant pas de délégués issus des « militaires ».
Dimítrios Ypsilántis semblait, dans les premiers temps de l'assemblée, le mieux placé pour assumer le pouvoir suprême. Son aura militaire, l'importance de l'expédition de son frère dans les provinces danubiennes au début de la guerre d'indépendance et le soutien russe faisaient de lui le candidat idéal. Les politiques s'employèrent immédiatement à diminuer son influence. Lui-même se disqualifia : il refusa la présidence de l'assemblée et quitta Épidaure pour le siège de Corinthe. Mavrokordátos assura la présidence de l'assemblée.
Il fut cependant nommé président du Bouleutikó, un des deux organes du gouvernement provisoire mis en place lors de l'assemblée ; il s'agissait d'un poste bien moins important que celui auquel il avait prétendu en arrivant en Grèce.

### Grèce centrale
Il n'occupa cette fonction que quelques semaines, quittant le siège du nouveau gouvernement, Corinthe, en mars, afin d'aller occuper un commandement militaire en Grèce centrale, à la tête de troupes péloponnésiennes en route pour aller renforcer celles d'Androutsos. Là, il se heurta rapidement au gouvernement local, l'Aréopage de Grèce orientale, en déployant l'étendard de la Filiki Eteria au lieu des nouvelles couleurs grecques, et en utilisant le titre de Lieutenant du Généralissime que lui avait octroyé son frère,.
Le 2 avril (julien) 1822, une force de pallikares commandés par Dimítrios Ypsilántis[réf. à confirmer], Nikétaras et Androútsos débarqua à Achinos (nord du golfe Maliaque) en Phthie pour attaquer Lamia. Attaqués par une colonne de 18 000 Turcs, ils résistèrent pendant deux semaines, retranchés dans le village d'Agia Marina, avant d'évacuer leurs positions. Les opérations de Grèce centrale furent finalement un échec. À la suite de la montée des dissensions entre les chefs militaires et les gouvernements (Aréopage et gouvernement central), la région plongea dans l'anarchie : Androutsos fit assassiner vers la mi-juin (grégorien) deux émissaires du gouvernement chargés de le relever de ses fonctions (et peut-être de l'assassiner). Ypsilantis, soupçonné par certains d'avoir été mêlé à ce meurtre, retourna dans le Péloponnèse peu après, rappelé par le gouvernement, après avoir refusé une première fois.

### Dervénakia

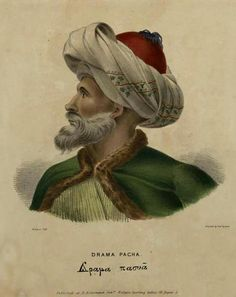
Dramali Pacha

Khursit Pacha, gouverneur ottoman du Péloponnèse avait été envoyé en Épire pour mater la rébellion d'Ali Pacha. Au printemps 1822, après la défaite et la mort de celui-ci, Khursit Pacha rassembla à Larissa une armée afin de reconquérir la péninsule alors presque aux mains des insurgés grecs. Une partie des troupes, commandée par Omer Vrioni, devait marcher vers l'ouest, s'attaquer à Missolonghi, prendre la ville et le port, traverser le golfe de Corinthe, renforcer les Ottomans à Patras puis marcher sur Tripolizza. Une autre, dont le commandement fut confié à Mahmud, Pacha de Drama, dit Dramali Pacha, marcherait vers le sud et l'isthme de Corinthe, pour reprendre la citadelle de Corinthe, l'Akrocorinthe, puis s'emparer d'Argos, alors siège du gouvernement provisoire de la Grèce insurgée. Il devait ensuite porter secours aux Ottomans assiégés dans Nauplie en leur faisant parvenir munitions et ravitaillement, et enfin marcher sur Tripolizza. L'armée de Dramali est mal connue. On ne dispose que de nombreuses estimations : autour de 20 000 soldats dont une bonne partie de cavaliers (entre un tiers et deux tiers), des milliers de personnes (femmes, esclaves, serviteurs, etc.) suivaient, comme c'était souvent le cas, cette armée qui disposait aussi de 30 000 bêtes de somme (dont des chameaux). Le ravitaillement (des hommes et des bêtes) était un des problèmes principaux de Dramali. La campagne ne pouvait qu'être, et se devait d'être, rapide.
En juin, les troupes ottomanes s'installèrent sans coup férir dans la citadelle d'Akrocorinthe abandonnée par les Grecs et en firent leur quartier général. Theódoros Kolokotrónis, commandant en chef des troupes du Péloponnèse, envisageait de bloquer les troupes ottomanes dans la plaine d'Argos, en coupant la route vers Tripolizza. La citadelle d'Argos (que le gouvernement avait évacuée) fut défendue par Dimítrios Ypsilántis à la tête de 700 hommes, ce qui permit aux Grecs de gagner du temps. Des troupes grecques devaient ensuite empêcher toute retraite en tenant les cols étroits par où passaient les deux principales routes vers Corinthe,.

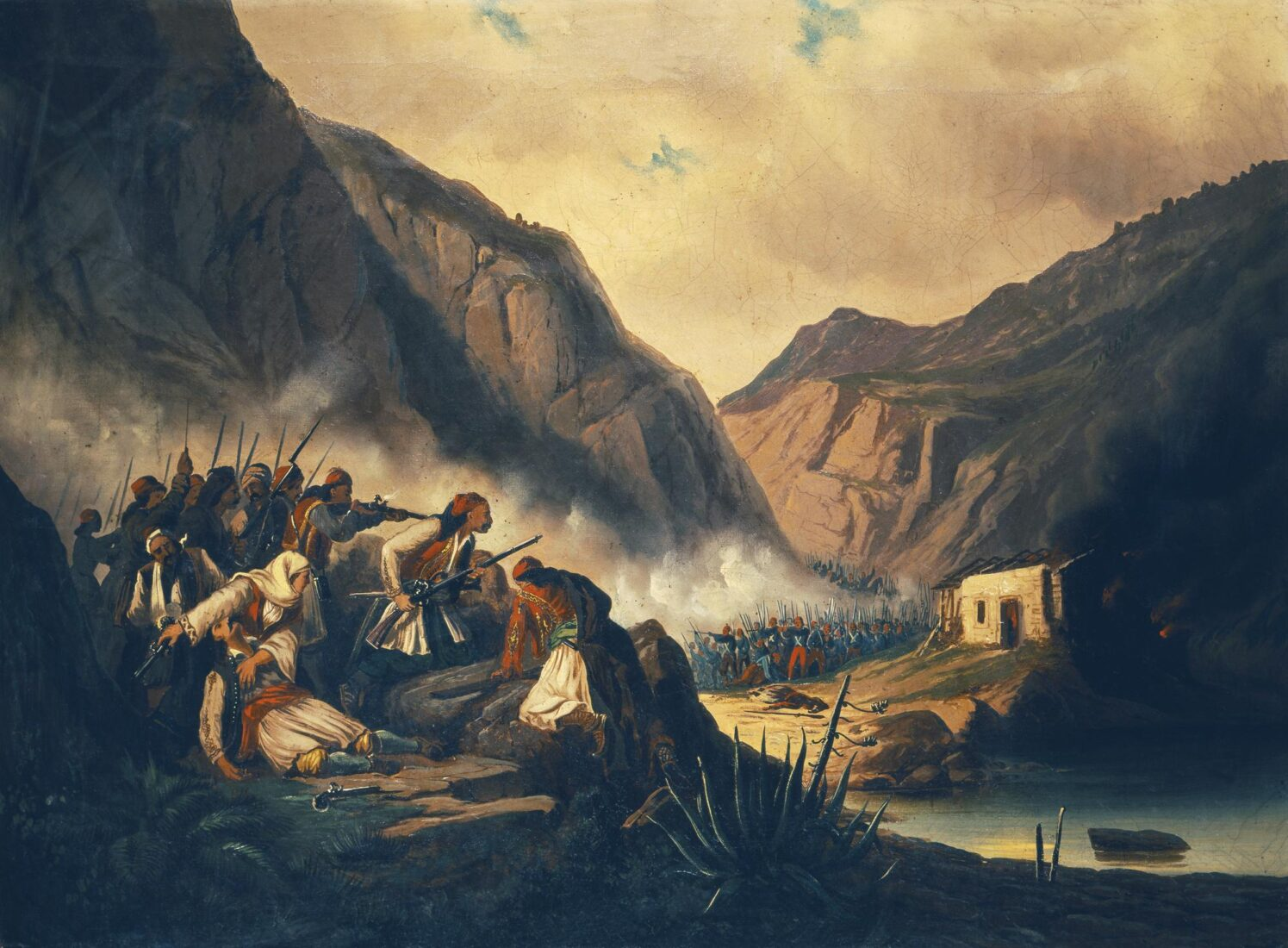
Theodoros P. Vryzakis, La Destruction de Dramali à Dervénakia.

Le 24 juin (julien), Dramali mit le siège devant Argos. Malgré la disproportion des forces, la citadelle défendue par Ypsilántis, tint bon, principalement grâce à l'inefficacité de l'artillerie ottomane. Kolokotrónis envoya fin juillet une colonne de secours à la ville. Elle fut repoussée et perdit plus de 150 hommes. Le 1er août, il tenta une nouvelle attaque pour dégager la ville, sans succès. Les combats se déroulèrent pendant trois jours et trois nuits entre des moulins proches d'Argos et la citadelle. L'objectif de dégager la ville ne put être atteint. Cependant, les défenseurs purent profiter du tumulte pour évacuer.
Le 3 août, les Ottomans s'emparèrent donc de la citadelle d'Argos. Cependant, leurs vivres s'épuisèrent, en raison de la politique de la terre brûlée autour de Corinthe et en Argolide ordonnée par Kolokotrónis. Les forces ottomanes durent se replier. La route la plus directe entre Argos et Corinthe passe par le défilé de Dervénakia ou par la passe plus difficile d'Ayos Sostis, à proximité; plus à l'est existe une autre passe, près d'Áyion Óros. Le 5 août, l'infanterie albanaise de Dramali passa à travers les montagnes, en évitant le col, et atteignit sans encombre Corinthe. La cavalerie ne pouvait y avoir recours. Le 6 août (26 juillet julien) 1822, une première partie des troupes de Dramali, ayant trouvé la voie principale bloquée, s'engagea dans les défile d'Ayos Sostis. Theódoros Kolokotrónis avait réparti 3 000 de ses hommes entre Dervénakia et Áyion Óros avec à leur tête son neveu Nikétaras, Papaphléssas et Ypsilántis. La technique employée avait déjà fait ses preuves dans d'autres engagements du même genre. Lorsque les Ottomans étaient suffisamment avancés, des troncs et des rochers dévalaient le long des parois, puis les tireurs grecs entraient en action et enfin, les pallikares dévalaient à leur tour et le combat au corps à corps commençait. Les seuls survivants étaient ceux battant en retraite en abandonnant chevaux, armes et bagages. La scène se répéta pendant trois jours. Dramali ne tenta de passer que le 8 août, après avoir fait un détour. Il parvint à Corinthe. Les Grecs n'auraient eu à déplorer que quarante-sept morts. L'armée ottomane perdit entre 2 500 et 3 000 hommes morts ou blessés, ainsi qu'une bonne partie de son équipement et de son bagage. Les vainqueurs s'enrichirent en revendant leur butin. On considère que cette victoire sauva l'insurrection dans le Péloponnès,.

### Assemblée d'Astros
Il perdit toute influence après l'assemblée d'Astros en 1823, et se retira alors à Tripolizza, n'occupant plus de fonction politique ni militaire et ne prenant pas part aux guerres civiles de 1824, hormis une vaine tentative de médiation.

### Les moulins d'Argos
Le 13 juin (julien) 1825, Ibrahim Pacha, marcha sur Nauplie à la tête de 6 000 hommes. À Mýloi (les moulins), 480 Grecs, commandés par Dimítrios Ypsilántis, Yánnis Makriyánnis et K. Mavromichalis réussirent à empêcher les forces égyptiennes de s'emparer des provisions de la ville, sauvant ainsi Nauplie.

### Troisième Assemblée nationale
Il prit la parole au cours de la seconde assemblée d'Épidaure en avril 1826, protestant contre la décision de ne confier qu'à la seule Angleterre le rôle de médiateur vis-à-vis de l'Empire ottoman dans les négociations qui débutaient ; ce discours provoqua des remous et Ypsilantis fut alors privé par décret de sa citoyenneté grecque. Il fut réintégré dans ses droits l'année suivante.

### Fin du conflit
Ioánnis Kapodístrias le nomma chef militaire pour la Grèce de l'Est en 1828. Après l'évacuation de la Grèce par les forces d'Ibrahim Pacha sous la pression de l'expédition de Morée, les Grecs entreprirent la reconquête des places occupées par les Turcs.

Livadiá fut libérée par Dimítrios Ypsilántis le 5 novembre (julien) 1828. La garnison ottomane se rendit et ses mille fantassins et cavaliers partirent, sans être inquiétés vers Lamia. Le 21 mai (julien) 1829, il attaqua avec 3 000 hommes, les Turcs retranchés dans Thèbes et libéra la ville, réduite à un champ de ruines. Le 12 septembre (julien), avec 2 500 Grecs, il affronta 5 000 Turcs au col de Pétra entre Thèbes et Livadiá. Les Ottomans, défaits, s'enfuirent et furent poursuivis par les Grecs.

## Fin de vie
Il mourut de maladie à Nauplie en août 1832.

## Hommages
La ville d’Ypsilanti dans le Michigan a été baptisée ainsi en son honneur. En Macédoine-Occidentale, Dimítrios Ypsilántis est le nom d'un district municipal du dème de Kozáni.